# Satsuma (Kagoshima)
Satsuma (さつま町 Satsuma-chō?) es un pueblo en la prefectura de Kagoshima, Japón, localizado al sur de la isla de Kyūshū. Tenía una población estimada de 20 093 habitantes el 1 de marzo de 2021 y una densidad de población de 66 personas por km². El pueblo fue fundado el 22 de marzo de 2005 tras la fusión de Miyanojō, Tsuruda y Satsuma.

## Geografía
Satsuma está localizado en la parte norte de la prefectura de Kagoshima, limitando al norte con Isa e Izumi, al este con Yūsui y Kirishima y al sur Satsumasendai y Aira.

## Demografía
Según los datos del censo japonés, la población de Satsuma ha disminuido fuertemente en los últimos 70 años.
| Gráfica de evolución demográfica de Satsuma entre 1950 y 2015 |
|                                                               |
| Oficina de Estadística de Japón                               |